# La Bâtie-Divisin
La Bâtie-Divisin is een plaats en voormalige gemeente in het Franse departement Isère in de regio Auvergne-Rhône-Alpes en telt 802 inwoners (1999). De plaats maakt deel uit van het arrondissement La Tour-du-Pin.

## Geschiedenis
De gemeente maakte tot 22 maart 2015 deel uit van het Kanton Saint-Geoire-en-Valdaine. Op die dag werd het kanton opgeheven en La Bâtie-Divisin werd opgenomen in het op die dag gevormde kanton Chartreuse-Guiers. Op 1 januari 2016 fuseerde de gemeente met Les Abrets en Fitilieu tot de commune nouvelle Les Abrets en Dauphiné.

## Geografie
De oppervlakte van La Bâtie-Divisin bedraagt 10,5 km², de bevolkingsdichtheid is 76,4 inwoners per km².
De onderstaande kaart toont de ligging van La Bâtie-Divisin met de belangrijkste infrastructuur en aangrenzende gemeenten.

## Demografie
Onderstaande figuur toont het verloop van het inwonertal.